# Mimela exicisifemorata
Mimela exicisifemorata är en skalbaggsart som beskrevs av Lin 1990. Mimela exicisifemorata ingår i släktet Mimela och familjen Rutelidae. Inga underarter finns listade i Catalogue of Life.